# Combate de Arroyo de la China
El combate de Arroyo de la China, parte de la Campaña naval de 1814, enfrentó el 28 de marzo de 1814 en la boca del arroyo de ese nombre, cercano a la actual ciudad de Concepción del Uruguay a la escuadra realista al mando de Jacinto de Romarate con una fuerza sutil de las Provincias Unidas del Río de la Plata, comandada por el capitán Tomás Nother. La victoria realista, si bien ocasionó numerosas y dramáticas pérdidas a la división enemiga, no tuvo mayor impacto en el resultado de la campaña.

## Antecedentes

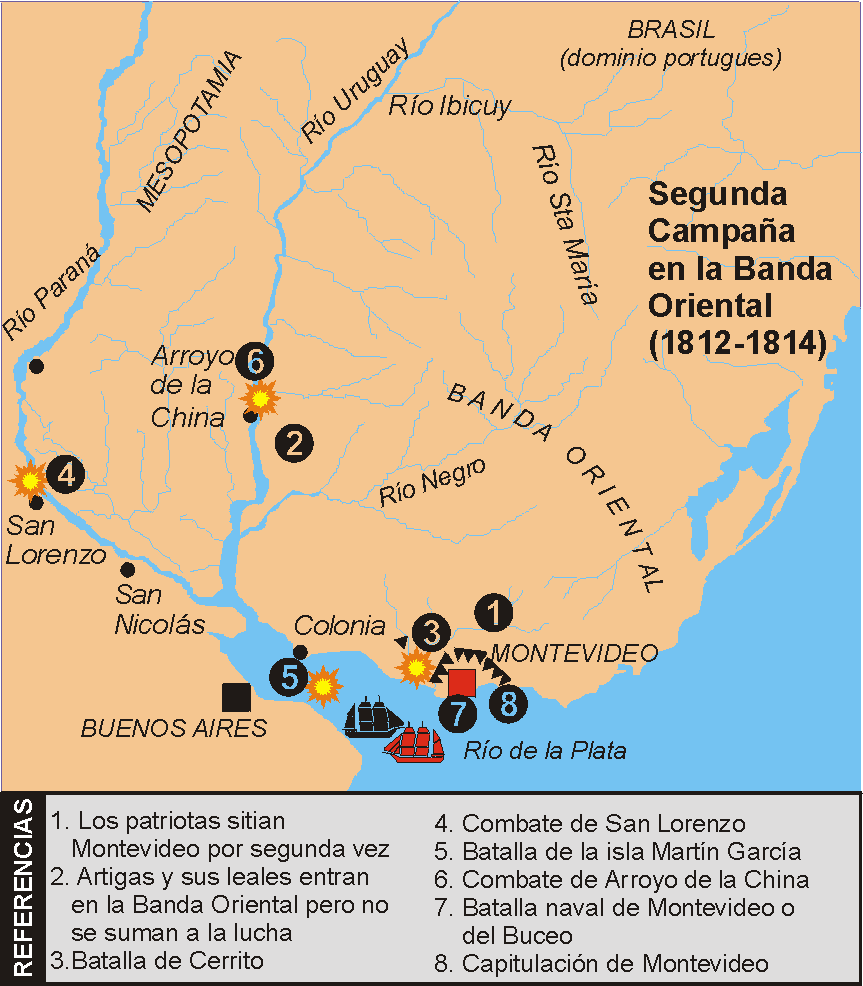

A fines de 1813 el ejecutivo de las Provincias Unidas enfrentaba una situación crítica en todos los frentes: en el norte el ejército retrocedía sobre la línea de La Quiaca, en el oeste Chile era invadido por las tropas de Lima y se encaminaba al desastre de Rancagua, y en el frente oriental Montevideo encerraba ya una guarnición que duplicaba el ejército sitiador mientras que José Gervasio Artigas sublevaba la campaña promoviendo la defección de la Provincia de Entre Ríos y la de Corrientes.
Se decidió entonces intentar definir la situación oriental, considerada la más urgente por su cercanía a la capital, por como afectaba los recursos de aduana, por el impacto de una victoria en la influencia de Artigas y por la amenaza que suponía el puerto de Montevideo ante una eventual expedición española. A esos efectos se dio curso al proyecto de creación de una escuadra.
A comienzos de 1814 se concentró el poder ejecutivo en el llamado Director Supremo de las Provincias Unidas del Río de la Plata, siendo electo Gervasio Antonio Posadas quien mantuvo el proyecto. La nueva escuadra estuvo lista con extraordinaria rapidez y fue puesta al mando de Guillermo Brown.
Por su parte, el 30 de enero de 1814 la Junta de Montevideo presidida por Gaspar Vigodet envió a Antonio Domingo Costa y al capitán de dragones Luis Larrobla para entrevistarse con Artigas y su segundo Fernando Otorgués respectivamente.
Larrobla quedó en el campamento de Otorgués mientras Costa se dirigió a Belén para reunirse con Artigas. Las expectativas de Montevideo se centraban en el lugarteniente del caudillo: "Halagó las expectativas de la multitud el paso de Larrobla, pues se tenía confianza en la docilidad de Otorgués para convenir un arreglo".
Los comisionados regresaron a Montevideo en el falucho Fama el 9 de marzo. Artigas había recibido con recelo a Costa pero Otorgués dio alas a las esperanzas de la ciudad sitiada e hizo a Larrobla manifestaciones de amistad expresando en un oficio dirigido al Cabildo: "Yo me interesaré cuanto soy para dar a esta obra su más perfecto equilibrio, pero toca a V.E. suministrar los materiales que han de llevarla a su última perfección."

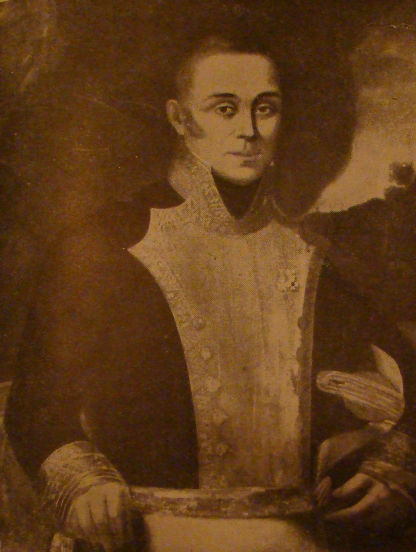
Jacinto de Romarate Salamanca.

Ante el riesgo de perder el dominio de la estratégica isla Martín García, y con el objetivo de tener una base de ataque a Colonia del Sacramento, ocupada por los revolucionarios, a principios de 1814 Jacinto de Romarate fortificó la isla y estacionó una flota de 9 embarcaciones artilladas con piezas de 18 y 24.
Alarmados por las noticias de la formación de la nueva flota porteña, se había también propuesto en Montevideo atacar en Buenos Aires antes de que estuviera en operaciones, pero la rapidez en su formación y puesta en batalla tornó inviable el plan.
El 6 de marzo habían arribado a Montevideo el Paloma y el Queche de la escuadra de Romarate con objeto de solicitar refuerzos de hombres y buques. A esos fines se dieron órdenes de alistar el Paraná, el Mercurio, el Invencible, el Cisne y el mercante Neptuno. Pero los preparativos no se terminarían a tiempo de auxiliar a Romarate.

### Combate de Martín García, 10 y 15 de marzo
Entre el 10 y el 15 de marzo se produjo el Combate de Martín García. En la primera jornada las fuerzas navales al mando de Romarate se impusieron ante la varadura de la fragata Hércules que resultó tan severamente dañada que el comando realista consideró el triunfo como definitivo.
En efecto, en su parte del día 11 al Comandante del Apostadero de Montevideo, Miguel de la Sierra, juzgaba que dadas las pérdidas sufridas, apenas estuviera en condiciones la flota patriota pondría rumbo a Buenos Aires, por lo que solicitó a su comandancia, aparte de pólvora y munición de todos los calibres, urgentes refuerzos para aniquilarla antes de que se refugiaran en puerto, suponiendo ya estarían movilizadas las fuerzas de Montevideo:

"Si V.S. ha echado fuera de ese puerto, como creo, a la Mercurio, Paloma, queche Hiena y Cisne, y se hallan sobre Islas de Hornos o Valizas, son perdidas las fuerzas de Buenos Aires, y sino, será muy dolorosa su falta en esta ocasión tan crítica."
Parte de Romarate, Carranza, obra citada.

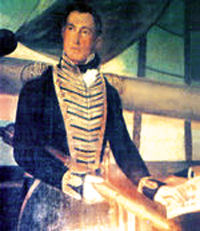
Brown (óleo de F.Goulu, 1825).

No obstante, Brown reparó rápidamente su capitana y volvió al ataque realizando el día 15 un sorpresivo y exitoso desembarco que le permitió ocupar la isla. 
La escuadra realista, fondeada en el canal del Infierno, no pudiendo acudir en defensa de la guarnición de la isla, embarcó a los sobrevivientes y se retiró aguas arriba en espera de refuerzos, ya anteriormente solicitados con insistencia.
El combate sería decisivo para definir la lucha en el frente oriental: tras la victoria en el Combate de Martín García y la recuperación de la isla, se cerró a los realistas el acceso al litoral del Río de la Plata y de los ríos Uruguay y Paraná, posibilitando a los patriotas cerrar el cerco sobre Montevideo y hacer finalmente capitular la plaza.

### Montevideo, 15 al 18 de marzo
En Montevideo, la flota al mando del capitán José Primo de Rivera se componía de la corbeta Mercurio, la corbeta Paloma, el queche Hiena, el bergantín Cisne, el falucho Fama y el lugre San Carlos. 
No obstante Vigodet se veía en dificultades para proveer a la escuadra: el 9 de marzo el Cabildo entregaba 45 quintales de galleta y manifestaba no quedar más nada en sus almacenes. La situación de la ciudad era desesperada, pese al abastecimiento que llegaba de la península, de Lima y de Carmen de Patagones.
El número de indigentes a cargo del franciscano fray José Ascalza rondaba ya los 3740, mientras que el número de soldados enfermos en los hospitales superaba los 600.
Las noticias de la victoria de Romarate en la primera jornada se tuvieron el día 15 por lo que el gobierno ordenó la salida para la noche del mismo día. A las 10 levaban anclas, pero la corbeta Paloma, destinada a hospital, varó en la rada interior de la bahía.
Recién el 17 se vio libre y sin averías, pero la flotilla no pudo zarpar a causa del viento. Mientras, se habían agregado la balandra Castro y la goleta Mayol, tripulada por 30 soldados del Cuerpo de Guerrillas de Benito Chain.
La noticia de la derrota final de Romarate se conoció en Montevideo el 17 y obligó a acelerar los preparativos de la flota, que finalmente zarpó el día 18.

### División Primo de Rivera, 18 al 25 de marzo
Mientras tanto, sin pólvora y confiando bien en un rápido refuerzo, bien en la confianza cierta de poder repostar en territorio controlado por las milicias de Otorgués y posteriormente atacar en unión con las fuerzas de Montevideo a su contrincante, Romarate en vez de retornar a Montevideo decidió internarse en el Río Uruguay.
La segunda división se dirigía a reforzar a Romarate pero "no era Primo de Rivera oficial apropiado para batirse con Brown, y mejor se desempeñaba como correo de gabinete, según ya lo había hecho, que como jefe de escuadra"
La flotilla de Primo de Rivera puso proa al delta pero al tener noticias de la presencia de la escuadra de Brown, no se atrevió a seguir. Supo además de la parcialidad del capitán Heywood de la fragata Nereus y creyó tal vez que no fuera difícil prestara su concurso a las naves de Buenos Aires.
En ese momento la posición de Romarate era de menos de 30 millas de Martín García.
Primo envió sólo un lanchón y regresó al puerto de Montevideo, adonde arribó el 25 de marzo, 8 días después de su partida, desembarcando sigilosamente en el sitio denominado Baño de los Padres al temer la ira de la población, especialmente los vicentinos.

### Río Uruguay, 16 al 28 de marzo
Mientras tanto Romarate seguía al norte hasta Soriano donde desembarcó el Alférez del Regimiento del Fijo José Benito de Azcuénaga como parlamentario solicitando de las fuerzas que obedecían a Artigas auxilios y víveres: "Habiendo llegado en retirada nuestra escuadrilla a Soriano, desembarcó Azcuénaga bajo parlamente, solicitando de los artiguistas auxilio de víveres. El jefe de aquel punto se excusó de hacerlo ostensiblemente por temor de las partidas argentinas que por allí andaban; pero con reserva les franqueó carne y verduras en abundancia."
Continuó a Landa desde donde el 21 de marzo envió al falucho Sebeiro a Montevideo con noticias de su situación y desembarcó la gente que había recogido en Martín García. En Landa fue amablemente acogido por las autoridades al extremo de pasar el comandante militar del puesto a bordo para comer con Romarate, manifestando proceder de acuerdo a las instrucciones del coronel Fernando Otorgués, segundo de José Gervasio Artigas.
La escuadra continuó al norte, llegando a la boca del Arroyo de la China en las proximidades de Concepción del Uruguay en la mañana del 28. Río arriba ya no era factible continuar mientras que por otra parte contaba con la protección de Otorgués y la entrada del Arroyo de la China que facilitaba la defensa de la posición.
"Romarate había trabado relaciones amistosas con Otorgués, y este le servía tanto para proporcionarle víveres, como para conducir sus comunicaciones a la Plaza de Montevideo, y a él las que de esta se le dirigían."

## Combate del Arroyo de la China, 28 de marzo
Al mediodía un cañonazo del Belén dio la primera advertencia y Romarate que se hallaba en tierra recibió el aviso de que muy cerca de sus buques "por encima de las Islas se veían cinco velas al parecer enemigas navegando a vuelta de la división".
Romarate volvió a la formación y vio que el comandante del Belén había ya dispuesto la línea acoderados a la misma boca del arroyo, amarrados los buques al bosque.

### Fuerzas intervinientes
La escuadra realista, sin mayores cambios de la que actuó en Martín García, estaba compuesta por los bergantines Belén (capitana), al mando del teniente de fragata Ignacio Reguera, Nuestra Señora de Aránzazu y Gálvez, comandado por el teniente de fragata Pascual de Cañizo, las balandras Americana (alférez de fragata Ignacio Flores) y Murciana, las cañoneras Perla, Lima (José Ignacio de Sierra) y San Ramón y el lanchón Luisa, a los que se sumaron cuatro embarcaciones menores de apoyo.
La fuerza patriota estaba compuesta de la sumaca Santísima Trinidad al mando del comandante de la expedición el capitán Tomás Nother, la goleta Fortuna, al mando del subteniente Pablo Zufriategui, la balandra Nuestra Señora del Carmen, alias Sapo (Brown la llamaba la cañonera o "balandra del griego"), comandada por el subteniente Pedro Samuel Spiro, la cañonera América o Americana, al mando del subteniente Francisco José Seguí y los faluchos San Luis (sargento mayor John Handel), y San Martín (subteniente Santiago Hernández).
En total, la escuadra realista consistía en una división de 9 buques de guerra portando 731 toneladas, 30 cañones en su mayor parte pesados (5x18, 18x12, 7x6) y 353 hombres aproximadamente, acoderada en fuerte línea defensiva (y por ende con las mejores condiciones de precisión y sin las dificultades inherentes a maniobrar bajo fuego y con escaso calado), con apoyo de tierra y un excelente comando superior.
Al frente, la escuadra patriota de 6 navíos, portando 432 toneladas, 28 cañones en su mayoría ligeros (2x24, 2x18, 2x8, 11x6 y 11x4) y 264 hombres, avanzando a la vela, sin viento a favor y con escaso calado, sin inteligencia previa y con un comando sin experiencia en el mando de una división en batalla.
La disparidad era tan grande que la única explicación del impetuoso asalto de Nother puede buscarse, dejando de lado cuestiones de carácter del comandante, en la suposición de que Romarate carecería de pólvora y se vería precisado a rendirse. El mismo comandante realista comenta en su parte "han tenido la osadía de atacarme en este punto, sin duda por que me creían absolutamente sin municiones para defenderme".

### El combate
Romarate se incorporó a su escuadra a tiempo. Con brisa del sur y a la vela la escuadra patriota se lanzó sobre la línea realista con la cañonera América en vanguardia, que fue la primera en abrir fuego, generalizándose pronto el combate a quemarropa por lo que como el mismo comandante realista reconocía los cañones de 18 "jugaban con la mayor ventaja y velocidad", amén de la mayor precisión, consecuencia de operar la flota asaltante a vela mientras la realista hacía fuego acoderada.

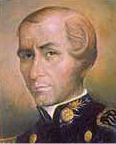
Francisco José Seguí

Tal como relata Seguí, "el combate fue sostenido por la Trinidad, la Carmen, el América y los dos faluchos, porque la Fortuna se separó de la acción aguas arriba". La Fortuna era la segunda nave de la escuadrilla, por lo que los patriotas perdían así diez cañones, más de un tercio de su ya escasa potencia de fuego.
En el intercambio de fuego las bajas patriotas fueron numerosas, el comandante Nother entre las primeras, quien murió con el costado atravesado por una metralla de 4 onzas. Habiendo muerto también el teniente David Smith, el segundo de la Trinidad, se hizo cargo del comando Bartolomé Ceretti hasta que siendo herido lo asumió el subteniente Nicolás Jorge.
Tras más de tres horas de fuego, al virar por redondo, la Carmen quedó varada y a merced del fuego enemigo. La América y la Trinidad, ya casi sin arboladura, se ubicaron para impedir que el enemigo la abordara con sus lanchas. 
En ese momento, Seguí relata que "prontos ya para mandarles los botes a auxiliarla de la varadura vimos con asombro volar el buque en fragmentos".
Romarate relata en su parte que "El fuego duró hasta las 15:30 en que la balandra llamada del Sapo por un cañonazo de a 18 del Belén voló y desapareció en el humo".
El combate continuó "como si nada hubiese sucedido", hasta que a las 18 horas la Trinidad, que ya era un casco sin aparejos y el América que también había sufrido graves destrozos, se retiraron río arriba seguidos de los faluchos.

### Retirada, 29 y 30 de marzo
Mientras Romarate enviaba su parte al comandante general del apostadero de Montevideo, Miguel de la Sierra, dando noticias de la victoria, reconociendo una pérdida de 5 muertos y 20 heridos, entre ellos el comandante del Aranzazú y solicitando refuerzos, la división sutil patriota se dirigía río arriba bordeando la costa para no ser detectados. Seguí recuerda que "navegando próximos a la costa nos hablaron de entre el monte varios oficiales de caballería que conocimos ser la gente del general Artigas felicitándonos equivocadamente por que habíamos derrotado a los porteños, y que ellos habían contribuido con si mosquetería de entre el monte, les dimos las gracias y seguimos nuestro rumbo amarrando esa noche frente a Paysandú".
Al día siguiente se retiraron al sur y al pasar por el escenario del combate recogieron en el monte sobrevivientes de la tripulación de la Carmen, quienes relataron que tras haber sufrido bajas superiores al 50% de su tripulación y no pudiendo el comandante Spiro liberar su buque mandó desembarcar a los sobrevivientes en la isla y "puso una mecha en la Santa Bárbara retirándose enseguida, mas en el momento de estar ya en tierra recordó que había dejado en la cámara un objeto que estimaba en mucho y creyendo sin duda que la mecha le daría tiempo volvió al buque el que voló apenas él había subido". Con él murieron dos hombres más, ya que había subido a bordo "acompañado de dos negros suyos que también perecieron con él"
Bajo la calera de Basquin, en la playa, enterraron sus muertos y prosiguieron llegando a Buenos Aires el 30 a las 16 hs.
En su parte a Miguel de la Sierra del 30 de marzo de 1814 a bordo del bergantín Belén Romarate informaba a su comandante que "Otorgués me ha ofrecido el auxilio de la pólvora que pueda, así como la galleta y carne que necesite para tomar las medidas convenientes a la reunión de estas fuerzas con las que, considero, habrán salido ya de esa".
"El comandante Don Fernando Otorgués se me ha ofrecido para la conducción de este pliego que he confiado a su celo con la esperanza de que dentro de pocos días será puesto en manos de V.S. Este gefe está deseando la llegada de los comisionados de esa para la transacción de las diferencias de la Campaña con esa plaza, y por mi parte debo decir a V.S. que hallo urgentísima su venida para finalizarlas cuanto antes, pues sus deseos son los más ventajosos a la causa.".

## Conclusiones
La de Arroyo de la China fue la única acción naval en los afluentes del Plata durante la campaña del 14.
Pese a su dramático desenlace para los patriotas, el combate no tuvo relevancia militar alguna.
Los refuerzos nunca llegaron. Aislado en las proximidades del Río Negro, dependiendo del auxilio de Otorgués, Romarate permaneció en inacción y no volvió a cruzar el delta, viéndose forzado finalmente a la rendición.
Desde el punto de vista estratégico la decisión de Romarate había implicado para los realistas la división de la escuadra en dos partes, el aislamiento de sus fuerzas en el Uruguay, debilitar Montevideo y a todos los efectos la pérdida para la Comandancia de su más competente comandante de batalla, el vencedor del Combate de San Nicolás, y de quien Brown diría que "en todos sus combates jamás encontró un hombre más bravo".
En cuanto a Brown, la decisión de enviar en persecución de Romarate sólo una pequeña división se reveló también errónea. Fue tomada bajo el supuesto de que la escuadra realista carecía de pólvora y munición. Esto había quedado en evidencia especialmente por su inacción en la última jornada de Martín García, por lo que para Brown bastaba con esa pequeña fuerza para asegurar su aislamiento mientras él con el grueso de la escuadra se dirigía a lo que consideraba el verdadero objetivo a alcanzar, la aniquilación de la escuadra de Montevideo y el cierre del bloqueo de esa ciudad.
La excelente información de inteligencia de Brown no le permitió anticipar que Otorgués abastecería a los comunes adversarios.
La actitud de las milicias orientales, en guerra abierta con el Directorio, y especialmente de Otorgués, se enmarca en una serie de medidas iniciadas con la recepción de la misión de Costa y Larrobla y que se cerraría con la misión de José María Caravaca y José Bonifacio Redruello ante las autoridades españolas y portuguesas para conseguir auxilios en su lucha con Buenos Aires. De hecho, los enviados aducirían como prueba fundamental de su supuesta lealtad las facilidades dadas por Otorgués a Romarate.
El rechazo de los diputados orientales, el abandono del sitio de Montevideo, la creciente influencia de Artigas en el litoral, la ofensiva proscripción del caudillo, habían abonado las diferencias que llevarían a la guerra abierta. Tras la victoria de Martín García, era previsible e inminente la ocupación de Montevideo por el Directorio, lo que convertía en prioritario el enfrentamiento con Buenos Aires antes que con el de momento débil español.
Respecto de las versiones acerca de la voladura del Carmen y la muerte de Spiro, el testimonio de Seguí de los relatos de los sobrevivientes y su misma supervivencia niegan la versión de Romarate, probablemente honesta dado que el navío estaría bajo fuego al momento de su explosión. No obstante, tampoco confirman las versiones que Spiro se inmoló con su buque por propia decisión, lo que no resta en nada a su valor. Martín Jacobo Thompson diría de él que:"De los extranjeros que han estado a sueldo del estado, Pedro Samuel Espiro es de los que más se han distinguido. La toma del falucho de guerra San Martín sobre Islas de Hornos al abordaje con el bote N°2 con pérdida de trece hombres y el oficial Bañuelos comandante de dicho falucho, eternamente le harán honor: él estuvo al costado de la Hércules haciendo fuego todo el tiempo que este buques estuvo varado en el canal de Martín García, sufriendo el fuego de los enemigos, él finalmente subió el río en conformidad de las órdenes para un segundo ataque con los enemigos, que tuvo lugar delante del Arroyo de la China, donde murió."